# Kodeks 0248
Kodeks 0248 (Gregory-Aland no. 0248) – grecki kodeks uncjalny Nowego Testamentu na pergaminie, datowany metodą paleograficzną na IX wiek. Przechowywany jest w Oksfordzie. Tekst rękopisu nie jest wykorzystywany we współczesnych wydaniach greckiego Nowego Testamentu.

## Opis
Do XX wieku zachowało się 70 pergaminowych kart rękopisu, z greckim tekstem Ewangelii Mateusza (1; 12-14; 19-21), z pewnymi lukami. Oryginalna karta kodeksu miała prawdopodobnie rozmiar 21 na 15,5 cm. Tekst jest pisany dwoma kolumnami na stronę, 24 linijkami w kolumnie. Rękopis jest podwójnym palimpsestem, górny tekst zawiera komentarz do Psalmów.

## Tekst
Tekst rękopisu reprezentuje bizantyńską tradycję tekstualną. Kurt Aland zaklasyfikował tekst rękopisu do kategorii V.

## Historia
INTF datuje rękopis na IX wiek .
Na listę greckich rękopisów Nowego Testamentu wciągnął go Kurt Aland w 1963 roku, oznaczając go przy pomocy siglum 0248. Rękopis nie jest wykorzystywany w krytycznych wydaniach greckiego Nowego Testamentu.
Rękopis jest przechowywany w Bibliotece Bodlejańskiej (Auct.T. 4.21) w Oksfordzie .